# Syndicat intercommunal d'énergie et de e-communication de l'Ain
 (février 2025).
Si vous disposez d'ouvrages ou d'articles de référence ou si vous connaissez des sites web de qualité traitant du thème abordé ici, merci de compléter l'article en donnant les références utiles à sa vérifiabilité et en les liant à la section « Notes et références ».
Le Syndicat intercommunal d'énergie et de e-communication de l'Ain (SIEA) est un syndicat intercommunal à vocation unique créé en 1950 afin de coordonner la politique énergétique des communes de l'Ain, un département français.

## Historique
Le Syndicat est créé le 11 mars 1950 par Jean Saint-Cyr, président fondateur, qui assura cette fonction jusqu'en 1983.
Il est remplacé à la présidence par Jean Pépin en 1983.
Les statuts sont modifiés en 1996 afin d'intégrer de nouvelles compétences optionnelles (éclairage public, gaz, communication électronique et informatisation). Le service SIG (Système d'information géographique) est créé cette même année. Un service énergie est créé en 2003, puis un service communication électronique en 2005. Jean-François Pelletier est élu président en 2007. Cette année marque aussi le lancement des projets haut débit et très haut débit et ce notamment avec la création de la régie RESO-LIAin.
En 2012, les 9 Syndicats d’Énergies de la région Rhône-Alpes officialisent la création de USéRA (Union des Syndicats d’Energies de Rhône-Alpes). Charles de la Verpillière est élu président du SIEA en 2014. Cette même année, à la suite d'un conflit qui dure depuis 1996, le SIEA signe un protocole d'accord avec Orange sur les conditions du déploiement de la fibre dans l’Ain.

## Collectivités membres
Le syndicat intercommunal d'énergie et de e-communication de l'Ain est un syndicat intercommunal à vocation unique (SIVU) regroupant toutes les communes du département de l'Ain.

## Organisation

### Siège
Le siège du SIEA est au 32 cours de Verdun à Bourg-en-Bresse.

### Élus
Le SIEA est administré par un comité syndical de 511 délégués, élus par les conseillers municipaux des collectivités adhérentes. Le nombre de délégués élus dépend du nombre d'habitants de chacune des communes (varie de 1 à 5).
Le comité se réunit 3 fois par an.
Par ailleurs, un bureau syndical composé de 28 élus se réunit au minimum trois fois par an.

### Liste des présidents
| Période | Période  | Identité                  | Étiquette   | Qualité |
| ------- | -------- | ------------------------- | ----------- | --- |
| 1950    | 1983     | Jean Saint-Cyr            | MRG         | 1944 - 1977 : maire de Villars-les-Dombes 1945 - 1979 : conseiller général du canton de Villars-les-Dombes 1946 - 1948 : sénateur de l'Ain 1951 - 1956 : député de l'Ain                                       |
| 1983    | 2007     | Jean Pépin                | UMP         | Président du conseil général de l'Ain de 1992 à 2004, puis 1er vice-président ; Maire de Saint-Nizier-le-Bouchoux de 1977 à 2001. Conseiller général de l'Ain de 1979 à 2008 Sénateur de l'Ain de 1989 à 2008. |
| 2007    | 2014     | Jean-François Pelletier   |             | 1983 - 2014 : maire de Saint-Cyr-sur-Menthon |
| 2014    | 2017     | Charles de La Verpillière | UMP puis LR | 1988 : Conseiller départemental de l'Ain 1995 - 2004 : Maire de Lagnieu 2004 - 2008 : Président du Conseil Général de l'Ain 2007 - 2012 et 2017 : Député de l'Ain                                              |
| 2017    | en cours | Walter Martin             | DVD         | 2014 : Maire d'Attignat et Vice-président de la Communauté d'agglomération du Bassin de Bourg-en-Bresse 2015 : Conseiller départemental du canton d'Attignat                                                   |

## Compétences
Le SIEA gère tout ce qui est relatif à l'électricité et à son utilisation. En tant qu'autorité concédante, il est propriétaire des réseaux de distribution d'énergie électrique.
Ses compétences sont donc :
- L'électrification ;
- L'éclairage public ;
- La communication électronique ;
- Le système d'information géographique (SIG) ;
- Le gaz ;
- Le service Énergie (aide des communes pour maîtriser au mieux leur consommation d'énergie).

## Finances
En 2015, le niveau d'endettement du syndicat, l’absence de subvention de l'Etat et une dépense supplémentaire de 30 millions d'euros pour la mise à niveau du réseau pour permettre son utilisation à Orange ont fait prendre du retard dans le programme de déploiement de la fibre optique.
Certains doutes sur la pérennité des finances de la structure et sur son fonctionnement ont été émises par la chambre régionale des comptes en 2016,.

## Télécommunications
Dès 2005, le SIEA a lancé un projet de déploiement du réseau en fibre optique à l'échelle du département de l'Ain.
L'objectif du syndicat est de raccorder l'ensemble des communes du département de l'Ain à la fibre optique d'ici 2021.
Afin de mettre en œuvre ce projet, une régie a créé, nommée réso-liain, qui fait partie des "Réseaux d'Initiative Publique" (RIP). Un RIP est un réseau, dont la mise en œuvre a été décidée par une collectivité territoriale face à la carence d'initiative privée. Il permet aux collectivités dans un souci d'aménagement du territoire de fixer ses objectifs en matière de déploiement. En contrepartie, ces RIP représentent un coût pour la collectivité.
Le financement de cette infrastructure est assuré par des subventions publiques (Europe, Conseil Régional Rhône-Alpes, Conseil Général de l'Ain) et le complément par l'emprunt.
3 500 km de fibre optique desservent 198 communes du département de l'Ain (au moins partiellement), pour raccorder 25 000 abonnés en 2016.
Différents fournisseurs d'accès "locaux" proposent leurs services sur ce réseau, parmi lesquels on peut noter Adeli, k-net, wibox, kiwi.
On voit cependant arriver des opérateurs nationaux (SFR - Numéricable, Orange) sur certaines communes.

### Conflit avec Orange
Un contentieux, portant sur l'accès et la propriété du génie civil d'Orange et sur les conditions de déploiement du FTTH dans le département de l'Ain, oppose le SIEA à Orange depuis 1996.
Le dernier jugement de 2014 a obligé le SIEA à indemniser Orange et à réaliser des travaux sur son réseau de fibre optique.
Un protocole  d'accord a été signé le 17 avril 2014, pour garantir la complémentarité des déploiements FTTH de chaque acteur.
Une assignation en justice a été prononcée en 2015 à la suite de retards dans les travaux à réaliser par le SIEA.
Un nouvel accord avec un nouveau planning a été trouvé en 2017.
Une zone d'investissement privée a été laissée à Orange sur l'agglomération de Bourg-en-Bresse (à l'exception des communes de Viriat, Péronnas et Saint-André-sur-Vieux-Jonc), sur Oyonnax, sur Saint-Laurent-sur-Saône et Ambérieu-en-Bugey.

## Identité

### Logos

Logo jusqu'en 2021.
Logo depuis 2021.